# اوروویتسا (پیروت)
اوروویتسا (به صربی: Oreovica) یک منطقهٔ مسکونی در صربستان است که در پیروت واقع شده‌است. اوروویتسا ۱۲۸ نفر جمعیت دارد.